# Westhimmel

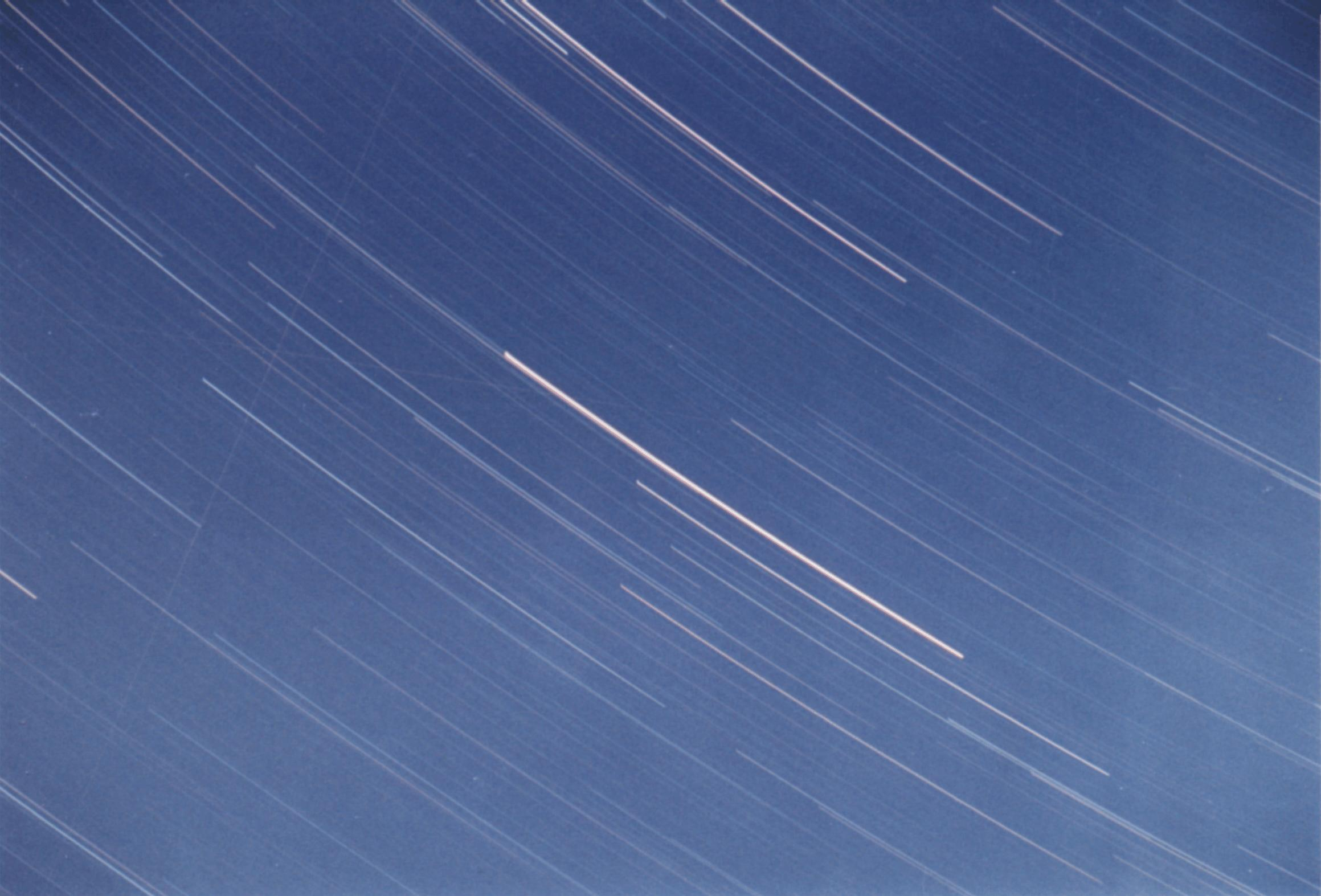
Strichspuren der Sterne am Nordwesthimmel der Nordhalbkugel

Als Westhimmel wird jene Hälfte des Sternhimmels bezeichnet, die von Süden über Westen bis Norden reicht. Dies entspricht einem Azimut von 180° bis 360°. Der Westhimmel umfasst somit ein Viertel der gesamten Himmelssphäre.
Für die Astronomie und Geodäsie ist der Begriff insofern von Bedeutung, als auf der Westhälfte des Himmels alle Sterne "hinabsinken". Die Abnahme des Höhenwinkels (bzw. Zunahme der Zenitdistanz) erfolgt allerdings mehr oder minder schräg, was eine Folge der Gestirnskoordinaten (Deklination) und des parallaktischen Winkels ist (siehe auch Größte Digression).
Dies beeinflusst die Messung von Sterndurchgängen und die Wahl der für die Messungen am besten geeigneten Instrumente.
Siehe auch: Sternbahn, Erdrotation